# 光大科技
中國光大科技有限公司（英語：China Everbright Technology Limited，前港交所上市編號：0256.HK），則是由恆華科技換取上市的，主要業務生產錶業業務，包括依波錶等品牌。

## 历史
在中國光大集團收購後，1994年5月19日更名為中國光大科技，之後予售給民營企業家韓國龍，更名為中國海澱至今，那時是2004年12月4日。
主要原因是由於中國光大集團開始專注金融業務，包括銀行、證券、保險等等。

## 外部連結
- 中國海澱資料（页面存档备份，存于）
- 中國海澱（页面存档备份，存于）
- 更名通函
- 本公司收購通函